# 涅夫克利亞
51°50′9″N 31°19′47″E / 51.83583°N 31.32972°E
涅夫克利亞（烏克蘭語：Невкля），是烏克蘭北部的村莊，隸屬切爾尼希夫州的切爾尼希夫區。該村面積2.15平方公里，海拔高度139米，2001年人口337，人口密度每平方公里156.7人。